# Kazuki Iimura
Kazuki Iimura (født 27 december 2003) er en japansk fægter, der specialiserer sig i fleuret.
Han repræsenterede Japan ved sommer-OL 2024 i Paris, hvor han vandt guld i holdkonkurrencen.